# Stadnina Koni Michałów
Stadnina Koni Michałów – największa w Polsce stadnina koni arabskich, położona w Michałowie. Stadnina położona jest w województwie świętokrzyskim, w dolinie między Garbem Pińczowskim a Garbem Wodzisławskim, 45 km na południe od Kielc.

## Historia

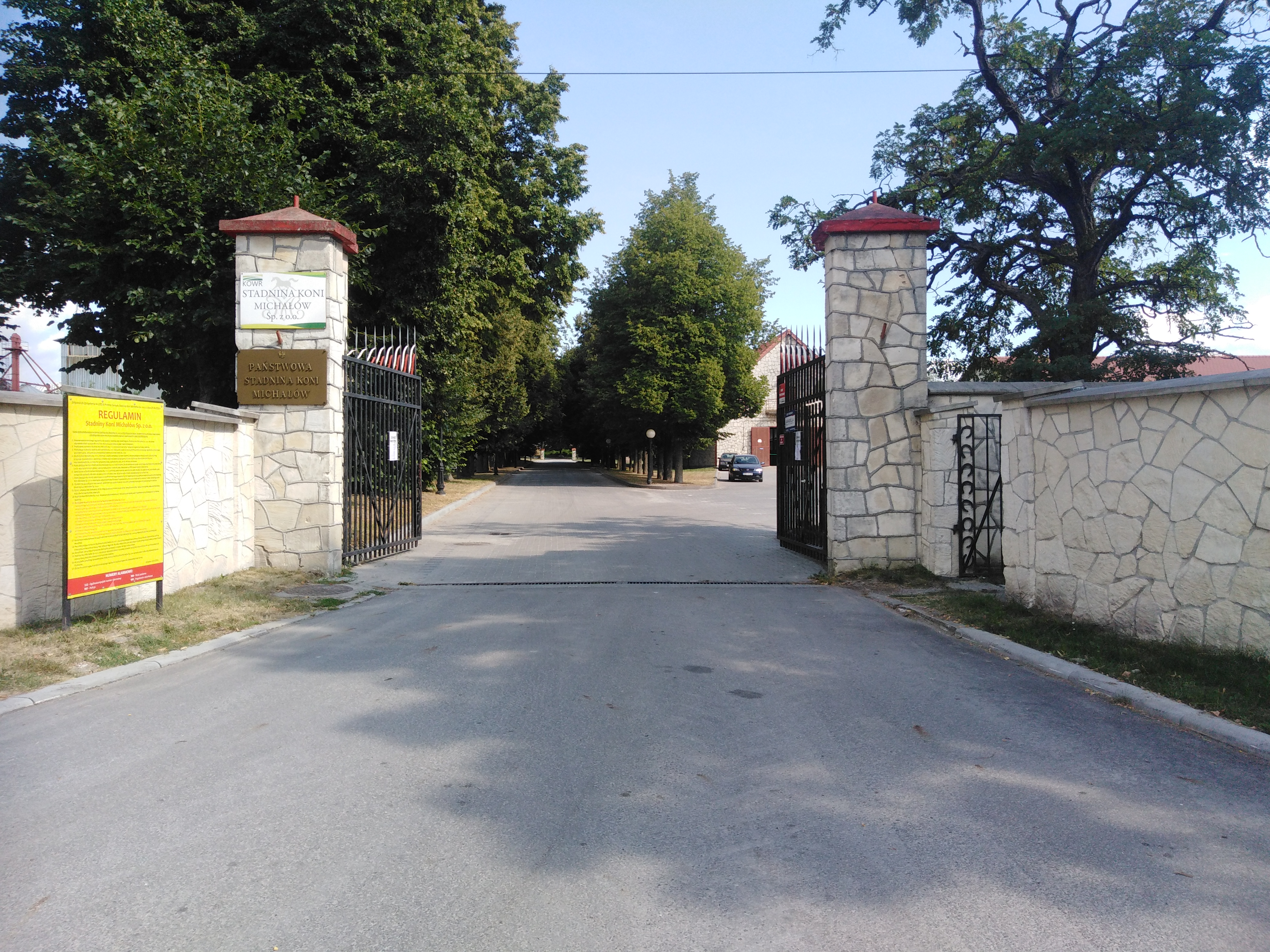
Brama główna SK Michałów

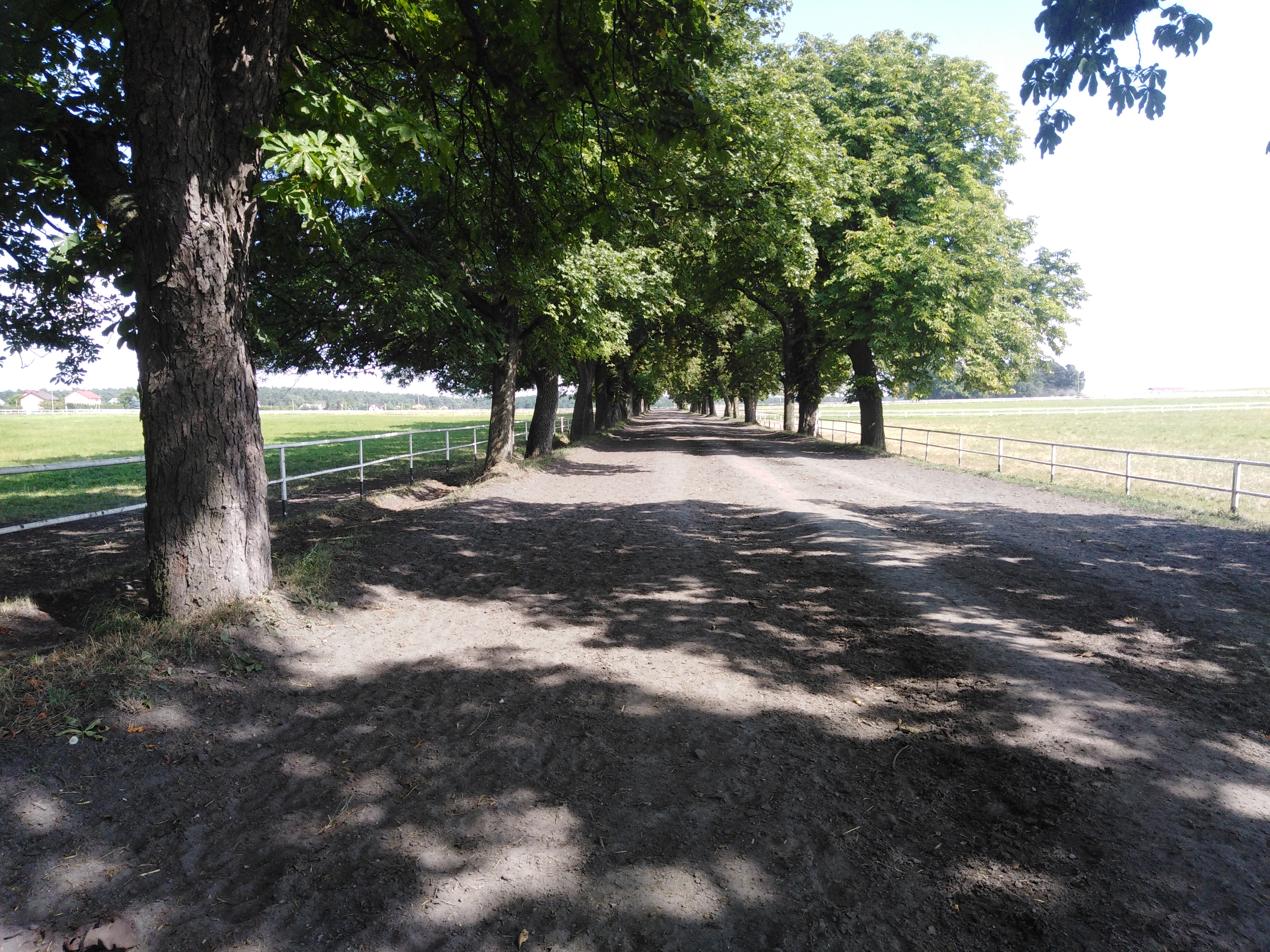
Aleja kasztanowa prowadząca do SK Michałów

Stadnina w Michałowie została założona w roku 1953. Przejęła ona konie czystej krwi arabskiej, głównie w typie saklavi, ze zlikwidowanej w tym czasie stadniny w Klemensowie. Konie te pochodziły z partii koni arabskich rewindykowanych z Niemiec po II wojnie światowej i klaczy babolniańskich, także przywiezionych z Niemiec. Na decyzję o umieszczeniu koni w Michałowie wpływ miały: możliwość umieszczenia stada w upaństwowionym majątku ziemskim, występowanie od wieków w Kielecczyźnie koni w typie podobnym do arabów oraz odpowiednie gleby i mikroklimat okolic Michałowa. Naturalne środowisko w Michałowie stwarza po dziś dzień bardzo korzystne warunki dla rozwoju koni arabskich. Pierwszą klaczą w ewidencji Michałowa była Miriam. Dyrektorem Stadniny został Ignacy Jaworowski, który pełnił tę funkcję przez 44 lata, do roku 1997.
Konie z Michałowa, hodowane w typie saklavi, odznaczały się budową masywniejszą od koni arabskich występujących w tym czasie w innych hodowlach w Polsce, dzięki czemu przetrwanie trudnego okresu powojennego było dla Stadniny w Michałowie łatwiejsze niż dla innych jednostek hodowlanych. Konie w typie saklavi stały się także cenionymi w sporcie jeździeckim, rekreacyjnym oraz jako dobra luksusowe. Począwszy od lat 60. XX wieku, konie z Michałowa eksportowano do Ameryki, co przyniosło wielkie triumfy stadninie.
Rok 1973 przyniósł wygraną klaczy Estebna, która na pokazie zagranicznym w Verden została Czempionem Europy. Od tego czasu, konie z Michałowa zdobywały tytuły Czempionów Świata, Europy, USA, krajów europejskich i Polski. Klaczą, wśród potomstwa której najwięcej koni zdobywało tytuł czempiona, była urodzona w 1951 roku Estokada.
Do 1993 roku stadnina działała jako Państwowe Gospodarstwo Rolne. W 1993 po przekształceniu jako Stadnina Koni Michałów. Od 1994 jako Stadnina Koni Skarbu Państwa Michałów. Obecnie działa jako Stadnina Koni Michałów Sp. z o.o..
W latach 1997–2016 prezesem stadniny był Jerzy Białobok. W lutym 2016 zastąpiła go na tym stanowisku Anna Durmała. Od września 2016 r. prezesem był Maciej Paweł Grzechnik, który pełnił tę funkcję do sierpnia 2018 roku. Od tego czasu pełniącą obowiązki prezesa stadniny była Monika Słowik. W styczniu 2020 roku został rozpisany konkurs na stanowisko nowego prezesa SK Michałów, który nie wyłonił żadnego kandydata. Jednocześnie poinformowano, że z dniem 01.04.2020 roku swoje obowiązki przestaje wykonywać dotychczasowa pełniąca obowiązki prezes, a w jej miejsce zostaje powołany Marek Romański. W lutym 2022 roku w miejsce Marka Romańskiego na stanowisko prezesa stadniny została ponownie powołana Monika Słowik. 

## Hodowla

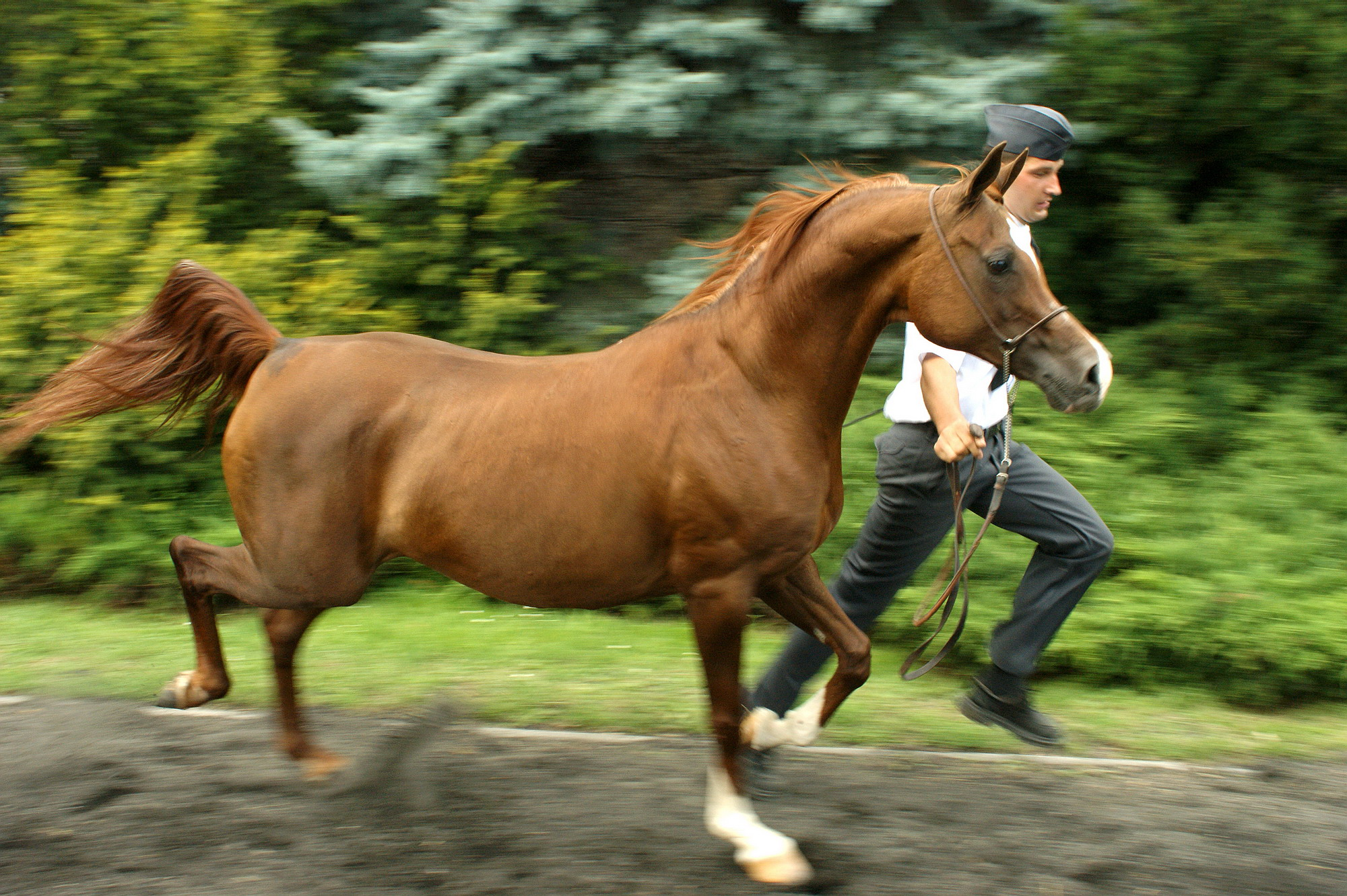
Klacz Kwestura wyhodowana w Michałowie

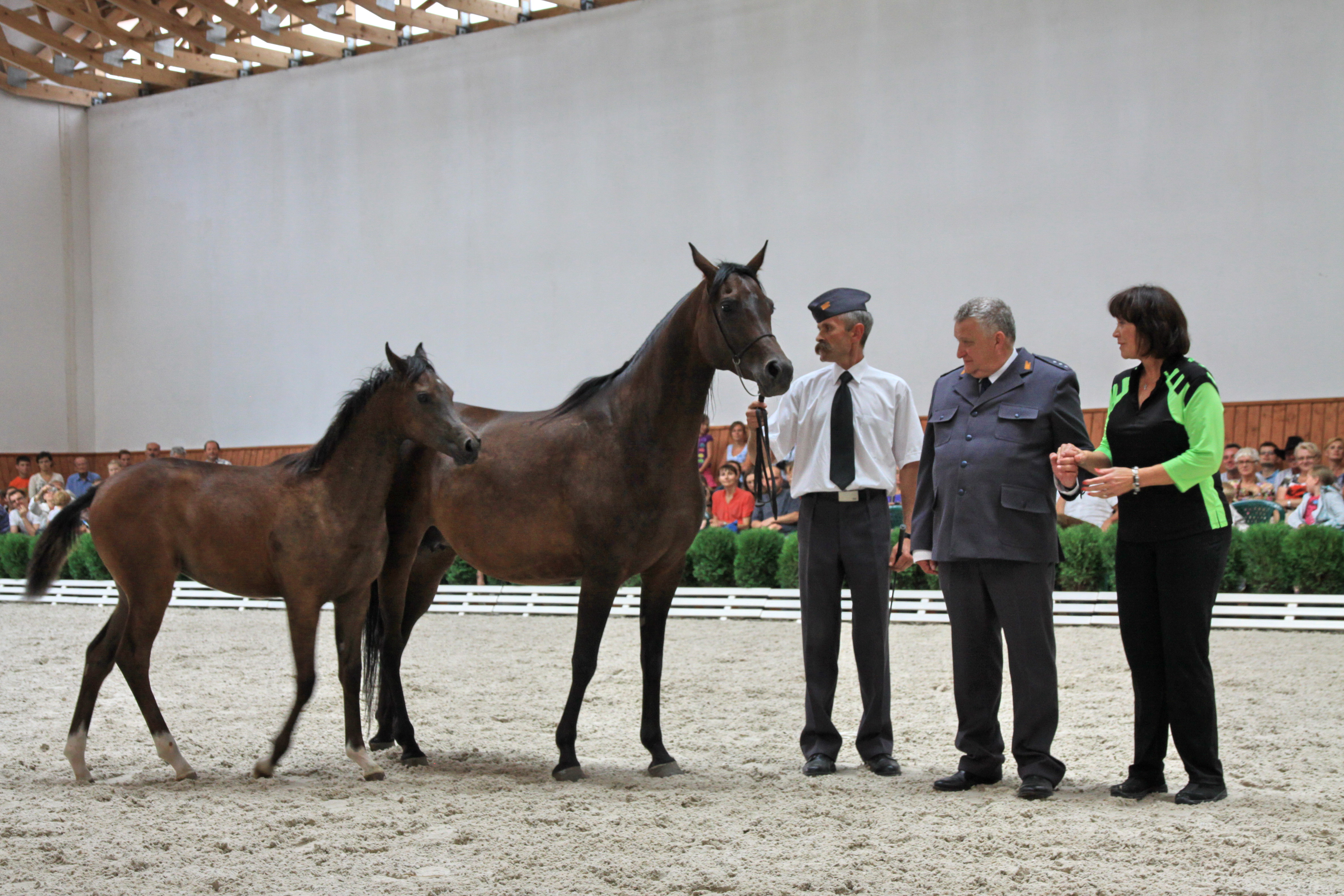
Wielka Parada Michałowa, 20 sierpnia 2013 (drugi od prawej: prezes Jerzy Białobok)

Stado w Michałowie liczy prawie 400 koni czystej krwi, w tym ponad 100 klaczy-matek. Konie hodowane w Michałowie reprezentują typ saklavi; w przeszłości hodowano także konie w typie munghi. Oprócz słynnych koni arabskich, stadnina hoduje kuce szetlandzkie i konie małopolskie o maści tarantowatej. W 2008 roku sprzedano klacz Kwestura, Międzynarodową Czempionkę Klaczy Starszych, za 1 125 000 euro do Dubaju.

### Konie wyścigowe
Konie z Michałowa biorą udział w gonitwach, odnosząc duże sukcesy, do których należą wygrane w wyścigach:
- Derby Arabskie – 10 razy,
- Oaks Arabskie – 15 razy,
- Nagrodę Porównawczą – 16 razy.

Do najbardziej utytułowanych koni wyścigowych z Michałowa należą: ogiery Badi Szach, Dunajec i Finisz oraz klacze Estokada i Geneza. W latach 90. wsławiły się: Gepard, Druid i Wiliam.

## Infrastruktura
Stadnina mieści się w kompleksie budynków z lat 60. XX wieku, zbudowanych z kamienia pińczowskiego. Powierzchnia gruntów stadniny wynosi 639 ha; w jej skład wchodzą: Gospodarstwo Michałów i Gospodarstwo Lubcza. Użytki rolne zajmują powierzchnię 620 ha. Stadnina położona jest na glebach rędzinowych o podłożu marglowym, zasobnych w wapń, co sprzyja formowaniu się u koni dobrej tkanki kostnej i mięśniowej.